# Line (film)
Pour les articles homonymes, voir Line.
Pour plus de détails, voir Fiche technique et Distribution.
Line est un film norvégien réalisé par Nils Reinhardt Christensen, sorti en 1961.

## Synopsis
Un jeune homme ne parvenant pas à trouver la paix avec la femme qu'il aime doit faire face à sa relation avec un père haineux.

## Fiche technique
- Titre : Line
- Réalisation : Nils Reinhardt Christensen
- Scénario : Nils Reinhardt Christensen d'après le roman de Axel Jensen
- Musique : Egil Monn-Iversen
- Photographie : Ragnar Sørensen
- Montage : Olaf Engebretsen
- Production : Sverre Gran
- Société de production : Concord et Norsk
- Pays :  Norvège
- Genre : Drame
- Durée : 90 minutes
- Dates de sortie : 
  -  Norvège : 5 janvier 1961

## Distribution
- Margrete Robsahm : Line
- Toralv Maurstad : Jacob
- Henki Kolstad : Gabriel Sand
- Sissel Juul : Hanne
- Elisabeth Bang : la sœur de Jacob
- Rønnaug Alten : la mère de Jacob
- Truuk Doyer : un démon passionné
- Rolf Søder : Benna
- Rolf Christensen : le père de Jacob
- Atle Merton : Laffen
- Per Lillo-Stenberg : Jeno
- Ragnhild Hjorthoy : Ellen
- Per Christensen : Putte
- Odd Borg : Kalle
- Ulf Wengård : Pål
- Frithjof Fearnley : le père de Line
- Wenche Medbøe : Veslemøy

## Distinctions
Le film a été présenté en sélection officielle en compétition au Festival de Cannes 1961.